# Symphonia urophylla
Symphonia urophylla är en tvåhjärtbladig växtart som först beskrevs av Joseph Decaisne, Jules Émile Planchon och Triana, och fick sitt nu gällande namn av Vesque. Symphonia urophylla ingår i släktet Symphonia och familjen Clusiaceae. Inga underarter finns listade i Catalogue of Life.